# デュアン・ウィリアムズ
チャールズ・デュアン・ウィリアムズ（英語: Charles Duane Williams、1860年8月11日 - 1912年4月15日）は、アメリカ合衆国の弁護士。国際テニス連盟設立に尽力したが、タイタニック号の沈没事故に巻き込まれて犠牲となった。

## 生涯
デュアン・ウィリアムズは1860年8月11日に、アメリカ合衆国ペンシルベニア州のラドナーで生まれた。しかし、その後の生涯の大半はスイスのジュネーヴで過ごしている。
ウィリアムズは一般的に、1913年に設立された国際テニス連盟を背後で推進した人物として認識されている。彼はスイス・ローンテニス連盟の会長だったシャルル・バルドに対し、世界のテニスを傘下とする国際的な協会を設立するという自身の考えを示した。バルドはこのことをフランス・テニス協会の会長であるアンリ・ウォレットに伝えている。一方で、1911年10月にウィリアムズ自身がウォレットに対し手紙を書き、パリで国際テニス選手権を開催することを提案したとも伝えられている（この時点で既にフランス選手権は存在していたが、フランス国内のクラブに所属するフランス人選手にしか開放されていなかった）。また、ウィンブルドン選手権がグラスコートを使用した国際大会となったことを受け、世界選手権をクレーコートで行うよう提唱した。ウィリアムズの手紙は、1912年にパリで開催された世界ハードコート選手権の実現に結び付いた。さらに、各国の代表による国際選手権委員会は、1913年3月1日にパリで組織された国際ローンテニス連盟へと発展した。
1912年4月、ウィリアムズは有名なテニス選手だった息子のリチャード・ノリス・ウィリアムズとともに、アメリカにいる妻のリュディア・ビドル・ウィリアムズ＝ホワイトと会う計画を立てていた。2人はアメリカ帰国のため、フランスのシェルブールから一等船客としてタイタニック号に乗船した。4月14日の午後11時40分、北大西洋を航行中だったタイタニック号は氷山と接触した。船の沈没が始まると、父子は海へ飛び込んだ。息子のリチャードは救命ボートまで泳ぎ着き生還を果たしたが、父のデュアンは折れた煙突に潰されて犠牲となった。